# Tiglit
Tiglit  (in arabo تيكليت‎?) è un centro abitato e comune rurale del Marocco situato nella provincia di Guelmim, regione di Guelmim-Oued Noun. Conta una popolazione di 930 abitanti (censimento 2014).